# Le Vaisseau tragique
Pour plus de détails, voir Fiche technique et Distribution.
Le Vaisseau tragique (titre original : Eld ombord) est un film suédois muet de Victor Sjöström, sorti en 1923.

## Synopsis
L'équipage d'un navire est en proie à des rivalités en particulier suscitée par le comportement de leur impitoyable capitaine Steen. Un des marins, Dick, l'un des plus rebelles et élabore des plans pour se venger....

## Fiche technique
- Titre du film : Le Vaisseau tragique
- Titre original : Eld ombord
- Réalisation : Victor Sjöström
- Scénario : Hjalmar Bergman et Victor Sjöström
- Son : Film muet
- Production : Svensk Filminspelning
- Pays d'origine :  Suède
- Durée : 1heure 26 minutes
- Sortie : 5 février 1923

## Distribution
- Jenny Hasselqvist
- Matheson Lang
- Victor Sjöström
- Maria Di Zazzo
- Ida Gawell-Blumenthal
- Thecla Åhlander
- Julia Cederblad
- Nils Lundell
- Kurt Welin